# Aa nervosa
Aa nervosa är en orkidéart som först beskrevs av Friedrich Fritz Wilhelm Ludwig Kraenzlin, och fick sitt nu gällande namn av Rudolf Schlechter. Aa nervosa ingår i släktet Aa och familjen orkidéer. Inga underarter finns listade i Catalogue of Life.